# William Ganz
William Ganz (ur. 17 czerwca 1919 r. w Koszycach, zm. 11 listopada 2009 r. w Los Angeles) – amerykański lekarz żydowsko-słowackiego pochodzenia. Twórca cewnika Swana-Ganza pozwalającego mierzyć ciśnienie w jamach serca i naczyniach krwionośnych.

## Życiorys
Urodził się 17 czerwca 1919 r. w Koszycach na obecnej Słowacji. Jako wybitny uczeń i dobry sportowiec (piłkarz) w liceum, został przyjęty w 1937 r. na studia lekarskie na Uniwersytecie Karola w Pradze. Po rozpoczęciu niemieckiej okupacji Czechosłowacji dwa lata później studenci musieli wyjechać z Pragi i wrócić w rodzinne strony. W Koszycach Ganz został internowany w obozie pracy z powodu swojego żydowskiego pochodzenia i w 1944 r. miał być wysłany do Auschwitz, ale udało mu się tego uniknąć i dołączył do podziemia żydowskiego w Budapeszcie. Po zakończeniu wojny wrócił do Czechosłowacji, podjął ponownie studia i ukończył je w 1947 r. jako jeden z najlepszych absolwentów.
Po studiach Ganz pracował blisko 20 lat w Czechosłowacji, prowadząc badania w Instytucie Chorób Układu Krążenia w Pradze, jednak rozczarował się do ustroju bolszewickiego i dlatego gdy w 1966 r. otrzymał przywilej wyjazdu z rodziną na urlop do Włoch, zgłosił się w Wiedniu po wizę amerykańską i otrzymał ją dzięki posiadaniu krewnych w Los Angeles. Do końca kariery zawodowej pracował od tego czasu w Cedars-Sinai Medical Center. Wraz z Jeremym Swanem najbardziej znany jest z opracowania cewnika pozwalającego mierzyć ciśnienie w jamach serca i naczyniach krwionośnych, tzw. cewnika Swana-Ganza, który składał się z balonika na końcu miękkiego cewnika kierowanego przez prąd krwi zamiast dotychczas stosowanych sztywnych cewników. Ponadto Ganz odegrał kluczową rolę w opracowaniu techniki trombolizy i po badaniach na zwierzętach był w 1982 r. wraz z P.K. Shahem, jednym z pierwszych lekarzy stosujących enzymy rozpuszczające zakrzepy do odblokowania tętnic zatkanych w zawale serca. Obie techniki zostały przyjęte pozytywnie i zaczęły być szeroko stosowane na świecie. Później Ganz był również profesorem medycyny na Uniwersytecie Kalifornijskim w Los Angeles.
W 1992 r. wyróżniony Distinguished Scientist Award of the American College of Cardiology.
Żonaty z Magdą (zm. 2005 r.), miał z nią dwóch synów – pulmonologa Tomasa i kardiologa Petera.
Zmarł 11 listopada 2009 r. w Los Angeles.